# ساپدیلا

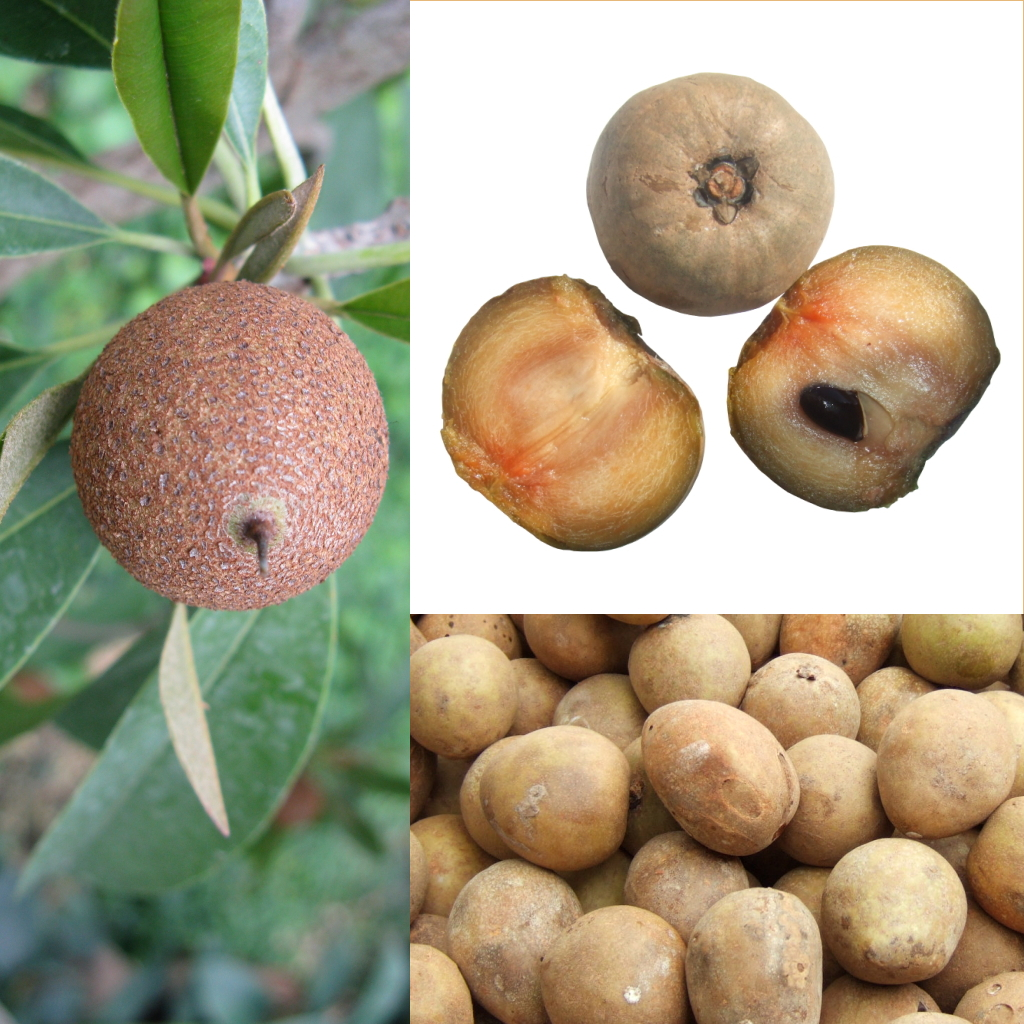

ساپِدیلا (‎/ˌsæpəˈdɪlə/‎) که در فیلیپین، چیکو (‎/ˈtʃikəʊ/‎) نیز نامیده می‌شود، درخت بزرگ همیشه‌سبزی است که بومی مناطق مدارگان آمریکای شمالی و جنوبی و آسیای جنوب شرقی است. میوه‌ای تولید می‌کند که می‌توان آن را خورد. از «چیکل»، ماده‌ای که از پوست ابن درخت تولید می‌شود، در ساخت آدامس استفاده می‌شود. چیکو سرشار از آهن، کلسیم، پتاسیم و فسفر است.